# Ямамото Цунетомо
Ямамото Цунетомо (яп. 山本常朝, 11 червня 1659 — 30 листопада 1719) — самурай з князівства Саґа в провінції Хідзен, де правив даймьо Набесіма Міцусіге.

## Життєпис
Ямамото 30 років присвятив служінню даймьо та клану. Коли Набесіма помер в 1700, він не став робити самогубство в знак вірності, тому що його правитель виступав проти цієї практики за життя. Після виникнення розбіжностей з наступником Набесіми, Ямамото пішов у відлюдництво в гори.
У 1709—1716 він повідав чимало своїх думок своєму другу самураю Цурамото Тасіро. Багато з афоризмів Ямамото стосувалися батька та діда (Набесіми Наосіге) його дайме. Висловлювання Ямамото були зібрані і опубліковані в 1716 під назвою «Хагакуре» . Книга була маловідома аж до 1930-х, коли вона стала одним з найвідоміших творів, що виражають ідеї бусідо.
Цунетомо вірив, що повне злиття зі смертю в своїх думках, навіть за життя — це вищий стан чистоти та концентрації. Він вважав, що вирішення конфлікту зі смертю й її прийняття призводить до переходу життя на вищий рівень, пронизаний красою та грацією, недосяжними для людей, зайнятих самозбереженням. У Хакагуре Ямамото критикував ретельно сплановану помсту Ако, здійснену його сучасниками —  ронінами, за те, що удар було нанесено не одразу, а згодом.
Також був відомий як Ямамото Дзьотьо (альтернативне читання ієрогліфів його імені); це ім'я він узяв, ставши ченцем.